# Pseudopolydesmus erasus
Pseudopolydesmus erasus är en mångfotingart som först beskrevs av Loomis 1943.  Pseudopolydesmus erasus ingår i släktet Pseudopolydesmus och familjen plattdubbelfotingar. Inga underarter finns listade i Catalogue of Life.